# Membracis paullula
Membracis paullula är en insektsart som beskrevs av Richter. Membracis paullula ingår i släktet Membracis och familjen hornstritar. Inga underarter finns listade i Catalogue of Life.